# Шипшина горенківська
{{#ifeq:0|0|{{#if:|{{#if:Rosagorenkensis|[[]}}|}}}}
Шипшина горенківська (Rosa gorenkensis) — вид рослин родини розові (Rosaceae), поширений у пд.-сх. Європі.

## Опис
Чагарник 30–80 см заввишки. Всі частини рослини без сизувато нальоту, квітконосні пагони майже повністю позбавлені будь-якого озброєння. Чашолистки зберігаються при зрілих гіпантіях (розширена частина квітколожа). Пелюстки блідо-рожеві.

## Поширення
Європа: Україна, пд.-зх. Росія; вирощується в балтійських країнах.
В Україні зростає на сухих кам'янистих схилах і в заростях степових чагарників — у Лісостепу. Входить у переліки видів, які перебувають під загрозою зникнення на територіях Донецької й Київської областей.